# آریان منوشکین
آریان منوشکین (فرانسوی: Ariane Mnouchkine‎؛ زادهٔ ۳ مارس ۱۹۳۹) کارگردان تئاتر اهل فرانسه است. او در ۱۹۶۴ گروه تئاتر آوانگارد تیاتر دو سولی را در پاریس تأسیس کرد.
وی همچنین برندهٔ جوایزی همچون جایزه ادبی گوته شده‌است.
پدر آریان، الکساندر منوشکین فیلم‌ساز معروفی بود.